# Doğan Bayraktar
Doğan Bayraktar es un  Actor y modelo turco conocido por su papel de Aslan Aslanbey en la serie de televisión turca Hercai, lo cual lo llevó a tener gran reconocimiento.

## Carrera
Doğan nació el año 1995 en Estambul. Estudió Aviación Civil y Servicios de Cabina en la Universidad de Nişantaşı, participó en el concurso de modelaje Best Model of Turkey 2015 organizado por Erkan Özerman durante su educación universitaria y fue seleccionado como Segundo Finalista. Tuvo su primera experiencia actoral con la serie Savaşçı, que comenzó a transmitirse por FOX en el 2017. Posteriormente, tomó un papel en la serie Hercai. Interpretó el personaje de Korkut Buğra Orbay en la serie Börü 2039 transmitida por BluTV entre 2021 y 2022. Por último, interpretó el papel de Ekin en la serie de televisión Gülümse Kaderine, que se transmitió por FOX en 2022.

## Filmografía
| Año       | Título           | Personaje                                 | Notas           |
| --------- | ---------------- | ----------------------------------------- | --------------- |
| 2017-2020 | Savaşçı          | Suboficial Sargento Mayor Selçuk Yenilmez | Papel principal |
| 2021      | Hercai           | Aslan Aslanbey                            | Papel principal |
| 2022      | Gülümse Kaderine | Ekin                                      | Papel principal |

| İnternet  | İnternet  | İnternet           | İnternet   |
| Año       | Título    | Personaje          | Plataforma |
| --------- | --------- | ------------------ | ---------- |
| 2021-2022 | Börü 2039 | Korkut Buğra Orbay | BluTV      |